# Idoles du Théâtre

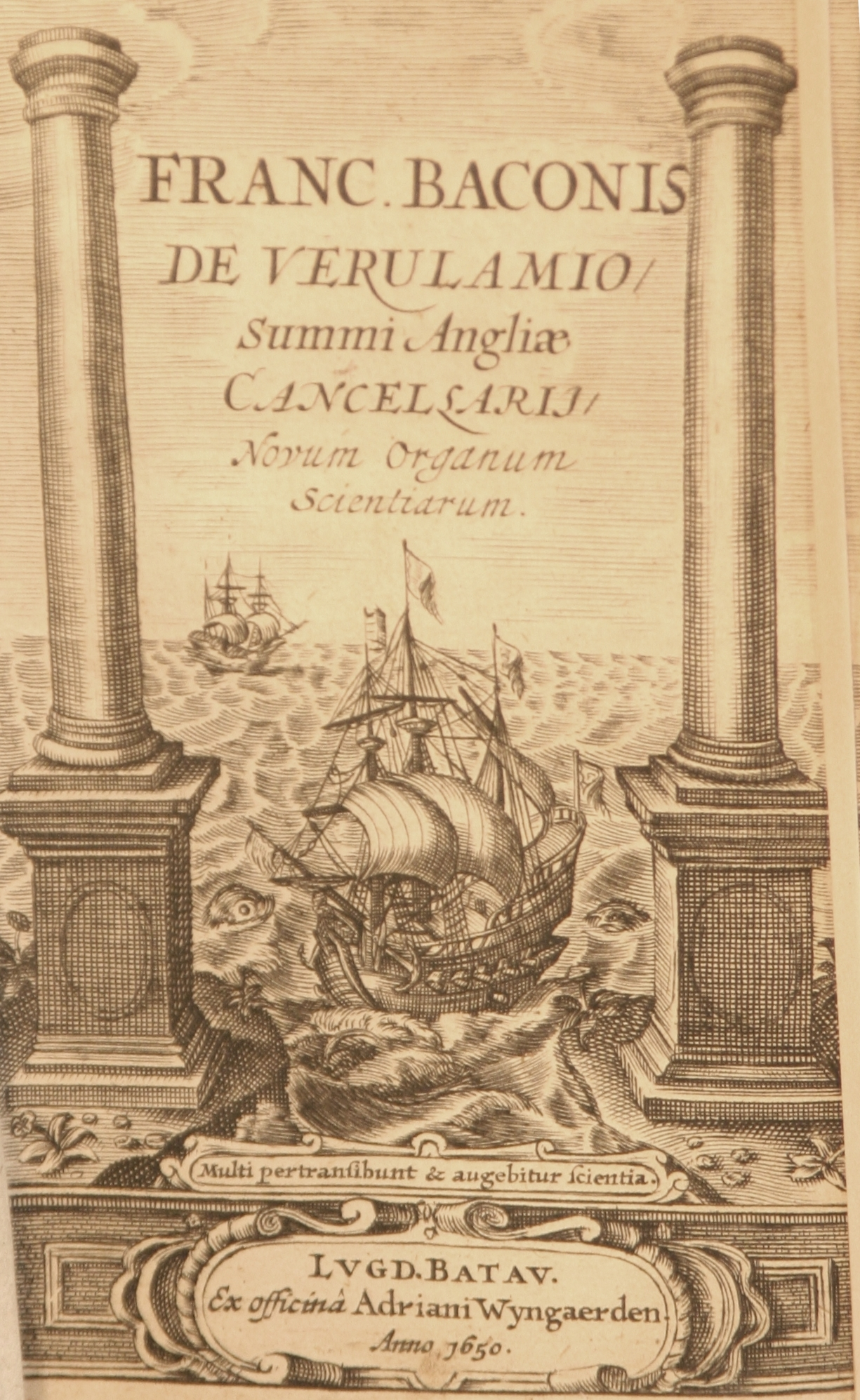
Page de garde originale du Novum Organum de Francis Bacon

Les Idoles du Théâtre (dans le texte original en latin, Idola theatri) sont un type de tendance au raisonnement fallacieux ou à l'erreur logique. Ce terme a été créé par Francis Bacon dans son Novum Organum - l'un des premiers traités modernes discutant de logique et de méthode scientifique. Bacon les a décrites comme des « idoles qui ont immigré dans l'esprit des hommes depuis les divers dogmes des philosophies, et aussi depuis des lois erronées de démonstration. » Il les a nommées Idoles du Théâtre « parce que d'après mon jugement tous les systèmes reçus sont autant de pièces de théâtre, représentant des mondes de leur propre création d'une manière irréelle et scénique. »
Ce terme fait partie d'une série de quatre telles « idoles de l'esprit », qui représentent « des idoles et fausses notions », lesquelles sont « en possession de l'entendement humain, et s'y sont en cela profondément enracinées, de sorte non seulement que la vérité ne puisse trouver l'entrée des esprits des hommes touchés, mais aussi que même après que son entrée y soit obtenue, nous continuerons dans l'instauration même des sciences de rencontrer [ces idoles] et d'être troublés par elles, à moins que, prévenus du danger, les hommes se fortifient autant qu'ils le peuvent contre leurs assauts. » De ces idoles, celles du Théâtre sont les plus faciles à éviter, étant causées par des situations historiques particulières, telles que les périodes de grand intérêt pour la religion dépourvues d'un monarque fort pour réguler les débats de ce type.
Outre les Idoles du Théâtre, il y a les aussi les Idoles de la Tribu (idola tribus, qui proviennent de la nature humaine elle-même), les Idoles de la Caverne (idola specus, qui proviennent des tendances particulières de chaque individu), et les Idoles du Forum (idola fori, qui viennent de l'influence des philosophes et systèmes de pensée).

## L'explication de Bacon
D'après Howard B. White :

« Dans la fameuse discussion des quatre idoles, Bacon dit qu'une seule d'entre elles, les Idoles du Théâtre, est non-innée ; et elles ne pénètrent pas non-plus "secrètement dans l'entendement". Par conséquent, celles-ci, au moins, peuvent être supprimées. (N. O. I, 61) Puisque, seules parmi les idoles, elles sont créées par les systèmes philosophiques, seules, parmi les idoles, elles peuvent être supprimées par les systèmes philosophiques. Évidemment, la principale idole du théâtre pour Bacon était Aristote. »

Mais Aristote n'était pas le seul exemple pour Bacon, qui écrit :

« Et ce n'est ni des systèmes maintenant en vogue ni seulement des anciennes écoles de philosophie que je parle ; car de nombreuses autres pièces de théâtre du même genre pourraient encore être composées et d'une similaire manière artificielle mises en place ; remarquant que les erreurs les plus largement différentes ont toutefois des causes pour la plus grande partie semblables. Je ne veux pas non-plus dire cela seulement de systèmes entiers, mais aussi de nombreux principes et axiomes de la science, qui par tradition, crédulité et négligence en sont venus à être reçus. »

Concernant le nombre de variations de ce type, Bacon poursuit :

« Les Idoles du Théâtre, ou des Systèmes, sont nombreuses, et il peut y en avoir et peut-être en aura encore beaucoup plus. Car si les esprits des hommes n'avaient été occupés par la religion et la théologie depuis maintenant de nombreux âges ; et si les gouvernements civils, en particulier les monarchies, avaient été méfiantes de telles nouveautés, même dans les choses spéculatives ; de telle sorte que le travail des hommes au regard du danger et des préjudices à leurs fortunes - non seulement non-récompensé, mais exposé aussi au mépris et à l'envie - sans aucun doute de nombreuses autres écoles philosophiques telles que celles qui ont fleuri en grande variété parmi les Grecs auraient surgi. Car en ce qui concerne les phénomènes célestes de nombreuses hypothèses pourraient être constituées, de même façon (et à plus forte raison) que divers dogmes peuvent être mis en place et établis sur les phénomènes philosophiques. Et dans les pièces de ce théâtre philosophique vous pouvez observer la même chose que l'on trouve dans le théâtre des poètes, c'est-à-dire que les récits inventés pour la scène sont plus compacts et élégants, et plus tels qu'on souhaiterait qu'ils soient, que les vrais récits de l'Histoire. »

Néanmoins il en distingue trois types particuliers :
- L'École Rationnelle ou Sophistique des philosophes « saisit de l'expérience une variété d'instances communes, ni dûment vérifiées ni diligemment examinées et pesées, et laisse tout le reste à la méditation et l'agitation de l'esprit. » L'exemple le plus visible de ce type, dit Bacon, était Aristote[6].
- Une seconde classe « Empirique » de philosophes « qui, ayant accordé beaucoup de travail diligent et attentif sur quelques expériences, ont ainsi rendu téméraire de dégager et construire des systèmes, arrachant tous les autres faits de façon étrange à la conformité avec ceux-ci. » En guise d'exemples, Bacon mentionne les chimistes et alchimistes de son temps et les travaux de William Gilbert sur les aimants[7].
- Une troisième classe, un type Superstitieux, « consistant en ceux qui par foi et vénération mélangent leur philosophie avec la théologie et les traditions ; parmi ceux-ci la vanité de certain est allée jusqu'au point de chercher les origines des sciences dans les esprits et génies. » Bacon dit que Pythagore et Platon étaient des exemples frappants de ce problème. De « ce mélange pernicieux de choses humaines et divines surgissent non seulement une philosophie fantastique mais aussi une religion hérétique. »[8]

Bacon affirme que, dans son temps, le dernier type, le superstitieux, était le plus commun et causait le plus grand mal.
La superstition était le sujet de l'un des bien connus Essais de Bacon, et, comme le remarque Howard B. White, Bacon a clairement dit qu'il considérait le catholicisme, par exemple, comme une forme de superstition chrétienne, et qu'il considérait l'athéisme comme supérieur à la superstition. Mais « tandis que les classiques aussi voyaient la superstition comme une déviance de la philosophie », ils ne voyaient pas « nécessaire ou désirable de lancer un assaut contre les superstitions existantes ».